# Greetings from Asbury Park, N.J.
Greetings from Asbury Park, N.J. — дебютний студійний альбом американського виконавця Брюса Спрінгстіна, представлений 5 січня 1973 року на лейблі Columbia Records.
Альбом посів 379 позицію у Списку 500 найкращих альбомів усіх часів за версією журналу Rolling Stone та досяг #60 у чарті Billboard 200.

## Список композицій
Автор усіх пісень — Брюс Спрінгстін
| Перша сторона | Перша сторона                        | Перша сторона |
| #             | Назва                                | Тривалість    |
| ------------- | ------------------------------------ | ------------- |
| 1.            | «Blinded by the Light»               | 5:06          |
| 2.            | «Growin' Up»                         | 3:05          |
| 3.            | «Mary Queen of Arkansas»             | 5:21          |
| 4.            | «Does This Bus Stop at 82nd Street?» | 2:05          |
| 5.            | «Lost in the Flood»                  | 5:17          |

| Side two | Side two                              | Side two   |
| #        | Назва                                 | Тривалість |
| -------- | ------------------------------------- | ---------- |
| 6.       | «The Angel»                           | 3:24       |
| 7.       | «For You»                             | 4:40       |
| 8.       | «Spirit in the Night»                 | 5:00       |
| 9.       | «It's Hard to Be a Saint in the City» | 3:13       |

## Учасники запису
- The E Street Band — гурт:
  - Брюс Спрінгстін — акустична гітара, бас-гітара, губна гармоніка, фортепіано, електрогітара, вокал, бек-вокал, оплески, конга, аранжування.
  - Кларенс Клемонс — саксофон, вокал, бек-вокал, оплески.
  - Віні Лопес — ударні, труба, вокал, бек-вокал, оплески.
  - Девід Санчес — орган, фортепіано, клавішні, саксофон.
  - Гаррі Таллент — бас, труба.
- Річард Девіс — контрабас.
- Гарольд Вілер — фортепіано.